# 河瀬詩
河瀬 詩（かわせ うた、2月27日 - ）は、日本の女性声優、アイドルであり、デジタル声優アイドルグループ22/7のメンバー。北海道出身。

## 略歴
- 2019年
  - 12月24日 - 22/7結成3周年記念ライブ「Birthday Event 2019」にて、花川芽衣演じる斎藤ニコルを引き継ぐ形で22/7に加入[2]。
- 2020年
  - 1月11日 - 自らが声優を務める斎藤ニコルとして出演するテレビアニメ『22/7』が放送開始。
- 2023年
  - 6月22日 ‐ 同月中旬から自宅・事務所付近でストーカー被害に遭い、身体的な被害はないものの精神的なショックが大きいことから、一定期間活動を休止することがオフィシャルサイトから発表された[3][4][5]。
  - 12月23日 - 「22/7 Character's Theater 2023」において、担当キャラクターの声優として活動を一部再開[6]。

- 2024年
  - 2月8日 - レギュラー配信番組である「したっけ、これから家来ちゃう？」の相川奈央、涼花萌による特別番組内で、次回配信の2月26日から番組へ復帰することが発表された（2月26日の配信は事前収録）[7]。
  - 2月11日 - 22/7公式Xにて、12thシングル発売記念オンライン特典会に3月3日から復帰することが発表された[8][9]。

## 人物
愛称は「うたちゃん」。兄と弟がいる。趣味は一人カラオケ、ソフトテニス。特技はドラム演奏、バランスボール。
アイドル好きであったこと、またHoneyWorksイベントでのキャスト朗読劇に感銘を受け声優への憧れも持つようになったことから、ソニー系列のオーディションに応募したことがあり、別件として打診が来た22/7に加入した。

## 出演

### テレビアニメ
- 22/7（2020年、斎藤ニコル[13][14]）
- 不遇職【鑑定士】が実は最強だった（2025年、領民[15]）

### テレビ番組
- 22/7 計算中（2020年4月4日 - 2024年3月30日、斎藤ニコル） - season2から
- 22/7 検算中（2021年1月9日 - 3月27日）
- 世界とつながる不思議な教室（2021年4月19日、NHK Eテレ）
- 河瀬詩の"うたっけ！"（2022年7月21日 - 、ニコニコ生放送）
- 22/7 計算外（2024年4月20日 - ）

### ゲーム
- 22/7 音楽の時間（斎藤ニコル[16]）

### ラジオ
- 22/7 割り切れないラジオ+（2020年7月4日 - 2023年4月1日、超!A&G+） - 不定期

### ミュージカル・舞台
- 悪ノ娘@amipro（2021年） - ネイ 役[17]

- 9 R.I.P.（2025年） - 逸色珠沙 役[18]
- 歌劇「千本桜〜令和間引刻〜」（2025年） - 鏡音鈴 役[19]